# 이탈리아 U-23 축구 국가대표팀
이탈리아 U-23 축구 국가대표팀(이탈리아어: Nazionale Under-23 di calcio dell'Italia)은 이탈리아를 대표하는 23세 이하의 축구 국가대표팀으로, 이탈리아의 축구 관리 기관인 이탈리아 축구 연맹의 관리를 받는다. 1978년 UEFA U-23 축구 선수권 대회에 참가해 8강에 진출했으며, 올림픽에 5번 참가해 2004년에 동메달을, 지중해 게임에 참가해 1997년에 금메달을 획득했다.

## 역대 감독
| 감독            | 임기        |
| --------------- | ----------- |
| 아첼리오 비치니 | 1975 ~ 1976 |